# 波多野誼余夫
波多野 誼余夫（はたの ぎよお、1935年11月27日 - 2006年1月13日）は、日本の心理学者。専攻は、認知心理学・教育心理学。学位は、教育学博士。獨協大学教授、慶應義塾大学文学部教授を歴任。

## 人物
東京生まれ。両親は、ともに心理学者の波多野完治・波多野勤子。兄に国際法学者の波多野里望。甥に小説家の波多野鷹。誼余夫の名はフランスの心理学者ポール・ギヨームにちなんでつけられたという。
東京大学教育学部卒業。同大学大学院教育心理学専攻修了（教育学博士）。
獨協大学教授、慶應義塾大学文学部教授を歴任。2001年定年退職後、放送大学教養学部教授。同職在職中に間質性肺炎のため急死した。
1973年、稲垣佳世子との共著『知的好奇心』で毎日出版文化賞・特別賞を受賞。
日本の心理学者の中で、国際的にも知られた数少ない心理学者の一人である。国際的な研究誌に掲載された論文多数。また、研究誌の編集委員（レフリー）も務めた。
全米教育アカデミー外国人会員（1992年）。Congnition, Congnitio & Instruction, Human Development など欧米7つの学術誌の編集委員を務めた。

## 著書

### 単著
- 『知力をさぐる 認知科学からのアプローチ』 日本放送出版協会 NHK市民大学 1988年

### 共編著
- 稲垣佳世子共著 『発達と教育における内発的動機づけ』 明治図書出版 1971年
- 稲垣佳世子共著 『知的好奇心』中公新書 1973年
- 高橋恵子共著 『いたずらざかりのしつけ』 第三文明社 1975年
- 藤永保共編著 『幼児の知的教育 のぞましい成長のために』 対談集 チャイルド本社 1976年
- 久原恵子共著 『入門教育心理学』有斐閣双書 1976年
- 稲垣共著 『知力の発達　乳幼児から老年まで』岩波新書 1977年
- 『自己学習能力を育てる 学校の新しい役割』 東京大学出版会 1980年
- 稲垣共著 『無気力の心理学 やりがいの条件』中公新書 1981年
- 稲垣共著 『知力と学力 学校で何を学ぶか』岩波新書 1984年
- 『音楽と認知 認知科学選書』 東京大学出版会 1987年
- 山下恒男共編 『教育心理学の社会史 あの戦争をはさんで』有斐閣 1987年
- 稲垣共著 『人はいかに学ぶか　日常的認知の世界』中公新書 1989年
- 高橋恵子共著 『生涯発達の心理学』岩波新書 1990年
- 編 『認知心理学5: 学習と発達』東京大学出版会 1996年
- 高橋恵子共著 『文化心理学入門』岩波書店 1997年
- 永野重史、大浦容子共編著『教授・学習過程論 学習の総合科学をめざして』 放送大学 2002年
- 高橋惠子共編著 『感情と認知』 放送大学 2003年
- 大津由紀雄共編著 『認知科学への招待 心の研究のおもしろさに迫る』 研究社 2004年
- 岩村秀、中島尚正共編著 『若者の科学離れを考える』 放送大学 2004年
- 大浦容子、大島純共編著 『学習科学』 放送大学 2004年
- 西川泰夫共編著 『心の科学』 放送大学 2004年
- 稲垣共著・監訳 『子どもの概念発達と変化 素朴生物学をめぐって』 共立出版 2005年
- 稲垣共編著 『発達と教育の心理学的基盤』 放送大学 2005年
- 高野陽太郎共編著 『認知心理学概論』 放送大学 2006年
- 大津由紀雄、三宅なほみ共編著 『認知科学への招待 2』 研究社 2006年
- Conceptual change : Japanese perspectives / edit by Giyoo Hatano. -- Karger, 1994
- Affective minds : a collection of papers based on presentations at the 13th Toyota Conference, Shizuoka, Japan, 29 November to 2 December 1999 / edited by Giyoo Hatano, Naoyuki Okada and Hirotaka Tanabe. -- Elsevier, 2000
- Learning to read and write : a cross-linguistic perspective / edited by Margaret Harris and Giyoo Hatano ; : hard. -- Cambridge University Press, 1999. -- (Cambridge studies in cognitive perceptual development)
- Young children's naive thinking about the biological world / Kayoko Inagaki, Giyoo Hatano. -- Psychology Press, 2002. -- (Essays in developmental psychology)

## 論文
- 「父母の教育に対する態度のQ―技法による研究」 『教育心理学研究』 第10巻 1号（1962年）
- 「子どもの反応が忘れられている」 『別冊現代教育科学』 第2巻（1964年）
- 「ピアジェと実験児童心理学」 波多野完治編 『ピアジェの発達心理学』 国土社（1965年）
- 「親の価値意識と家庭のしつけ」 『児童心理』 第19巻 2号（1965年）
- 「概念学習の能力と発達」 『心理学研究』 第32巻 2号（1966年）
- 「認知心理学の発展とマスコミュニケーション研究」 『東京大学教育学部紀要』 第9巻（1967年）
- 「音楽におけるゲシュタルトの概念」 『国立音楽大学研究紀要』 第3集（1967年）
- 「内発的動機づけ」 波多野完治ほか編 『心理学のすすめ』 筑摩書房（1968年）
- 「思考心理学は教授理論にどう寄与するか」 『現代教育科学』 第12巻 2号（1968年）
- 「コーディングと有意味記憶」 梅本堯夫編 『講座心理学7. 記憶』 東京大学出版会（1969年）
- 「音楽への情報論的接近」 『音楽学』 14（1969年）
- 久原恵子と共著 「有意味学習の実験的研究 I II」 『心理学研究』 第40巻 4号（1969年）・6号（1970年）
- 「概念形成研究への発達的アプローチ-新ピアジェ派の学習実験をめぐって」 『心理学評論』 第13巻 1号（1970年）
- 「仮説実験授業における動機づけ」 『科学教育研究』 3（1971年）
- 「論理的思考の訓練 (1) (2)」 『児童心理』 第26巻 3号 - 4号（1972年）
- 「罪と罰の心理学的考察」 『児童心理』 第28巻 4号（1974年）
- 「日本の発達心理学のアイデンティティを求めて」 第20回日本教育心理学会総会 「歴史と展望」 刊行委員会編 『教育心理学シンポジウム-歴史と展望 1958 - 1978』 川島書店（1968年）
- 「文化と認知発達 上下」 『サイコロジー』 第27巻 - 28巻（1982年）
- 「新ピアジェ派学習実験への示唆」 稲垣佳世子編 『ピアジェ理論と教育』 国土社（1982年）
- 「演繹的推論」 佐伯胖編 『認知心理学講座 3. 推論と理解』 東京大学出版会（1982年）
- 「文化と認知発達 上下」 『サイコロジー』 第27号 - 28号（1982年）
- 「学習における注意の内生説」 『心理学評論』 第26巻 3号（1983年）
- 「ナイーブな認知科学者の視点から」 大津由紀雄編 『ことばからみた心 (認知科学選書 13)』 東京大学出版会（1987年）
- "Production and use of mnemonic phrase in paired-associate learning with digits as response-terms", Psychological Report, 33 (1973)
- "Perfomence of expert abacus operators", Cognition, 5 (1977)
- "Mother behavior in an unstructured situation and child's acquisition of number conservation", Child Development, Vol. 51, No.2 (1980)
- "Digit memory of grand experts in abacus-drived mental calculation ", Congnition, Vol.15 (1983)
- "Young children's spotaneous personification analogy ", Child Development, Vol. 58 (1983)
- "Formation of a mental abacus for computation and its use as memory device: a developmental study", Developmental Psychology, Vol. 23, No.6 (1987)
- "The nature of everyday science : a brief introduction", Britiish Journal of Developmental Psychology, Vol.8 (1990)
- "Young children's understanding of the mind-body distinction ", Child Development, Vol. 64, No.5 (1993)
- "Cognitive and cultural factors in the acquisition of intuitive biology" In Handbook of Education and Human Development, Blackwell (1996)
- "A conception of knowledge acquisition and its implications for mathematics education ", In L. Steffe et al. (eds.), Theories of Mathematical Learning, Hillsdale , NJ: Erlbaum (1966)
- "Learning arithmetic with an abacus", In T.Nunes et al. (eds.), Learning and Teaaching Mathematics: An international perspective, Hove. UK: Psychology Press/Erlbaum (1997)
- "Comrehension activity in individuals and in groups ", In M.Sbaurin et al. (eds.), Advances in Psychological Sciences, Vol. 2: Biological and congnitive aspects, Hove, UK: Psychology Press (1998)
- coauthor M.Harris, Learning to Read and Write: A cross -linguistic perspective, Cambridge Press (1999)
- coauthor N.Okada, Affective Minds, Elsevier (2000)
- coauthor K.Inagaki, Young Children's Native Thinking about the Biological world (tetative), Psychology Press. in press